# Empoasca rubrarea
Empoasca rubrarea är en insektsart som beskrevs av Wheeler 1939. Empoasca rubrarea ingår i släktet Empoasca och familjen dvärgstritar. Utöver nominatformen finns också underarten E. r. indistincta.